# Abrahamus Aschanius
Abrahamus Aschanius, född 1632 i Askeby socken, död 7 februari 1724 i Askeby socken, Östergötlands län, var en svensk präst.

## Biografi
Abrahamus Aschanius föddes 1632 i Askeby socken. Han var son till kyrkoherden Nicolaus Svenonis Amemontanus och Anna Isaacsdotter. Aschanius blev 17 oktober 1655 student vid Uppsala universitet, Uppsala och prästvigdes 20 december 1664 till skvadronspredikant vid Smålands kavalleriregemente. Han blev 1666 vice pastor i Askeby församling, Askeby pastorat och 1674 kyrkoherde i församlingen. År 1692 blev han kontraktsprost i Bankekinds och Skärkinds kontrakt. Aschanius avled 7 februari 1724 i Askeby socken och begravdes 13 mars i Askeby kyrka.
Ett porträtt i olja av Aschanius finns bevarat i Askeby kyrka.

### Familj
Aschanius gifte sig 10 oktober 1666 med Gertrud Klingius (1648–1717). Hon var dotter till kyrkoherden Magnus Klingius och Anna Bjugg i Skärkinds socken. De fick tillsammans barnen Maria (1675–1763), Anna Elisabeth, Gertrud och Nicolaus Aschanius (1674–1749).